# Male Braslovče
Male Braslovče so naselje v Občini Braslovče.